# Cyrtophora doriae
Cyrtophora doriae là một loài nhện trong họ Araneidae.
Loài này thuộc chi Cyrtophora. Cyrtophora doriae được Tord Tamerlan Teodor Thorell miêu tả năm 1881.